# Odense Academisch ziekenhuis
Odense Academisch ziekenhuis (Odense Universitetshospital (OUH)) is een academisch ziekenhuis in Odense verbonden aan de Zuid-Deense Universiteit.
Dit is het grootste gespecialiseerde ziekenhuis van Zuid-Denemarken en met meer dan 10.000 medewerkers een grote werkgever voor deze regio. Het Svenborg Sygehus in Svenborg behoort ook tot deze organisatie.